# Italia Scacchistica
L' Italia Scacchistica włoskie czasopismo szachowe ukazujące się od 1911 roku w Mediolanie. Nie było wydawane w latach 1944–1945. Od 1970 roku jest organem Włoskiej Federacji Szachowej.